# Mohrenfalter
Die Mohrenfalter (Erebia, auch Schwärzlinge) bilden eine artenreiche Gattung aus der Familie der Edelfalter, die in der gesamten Holarktis verbreitet ist. Sie umfasst derzeit je nach Autor um 80 Arten bzw. 90 bis 100 Arten.

## Merkmale

### Falter
Die Falter sind meist klein bis mittelgroß. Die meisten Arten haben in der Grundfarbe hellgraubraun, dunkelbraun bis schwarz gefärbte Vorder- und Hinterflügel, mit roten, rotbraunen, orangen, gelben oder auch weißen Binden sowie Augenflecken in unterschiedlicher Größe, Position und Anzahl, die zudem noch schwarz oder auch weiß gepunktet sein können. Die insgesamt recht dunklen Grundfarben der Erebia-Arten werden als Anpassung an kalte und auch eher feuchte Klimata gedeutet.
Die Augen sind nackt und relativ groß, die Palpen sind dreiteilig und behaart. Die Fühler sind aus etwa 30 Gliedern aufgebaut, der Fühlerkolben deutlich abgesetzt und eiförmig. Die Vorderbeine sind rückgebildet und können nicht mehr zum Säubern der Augen eingesetzt werden. Dagegen ist das mittlere und hintere Beinpaar kräftig gebaut. Im Thoraxbereich ist der Prothorax sehr klein, der Mesothorax sehr groß und der Metathorax mittelgroß. Androkonien (Duftschuppen der Männchen) sind nur bei einigen Arten ausgebildet.

### Ei, Raupe und Puppe
Das Ei ist meist typisch oval, d. h. mit etwas breiterer, unterschiedlich stark abgeflachter Unterseite und schmalerer, unterschiedlich stark abgeflachter Oberseite und verhältnismäßig groß. Die Oberfläche ist meist mit mehr oder weniger kräftigen Längsrippen versehen; die Eier können aber auch bei einigen wenigen Arten glatt sein. Sie sind zunächst meist hell (gelblich, weißlich, grünlich), werden später meist dunkler und bekommen oft ein charakteristisches Punktmuster.
Die Raupen werden erwachsen zwischen zwei und drei Zentimeter lang. Die Behaarung ist mit wenigen Ausnahmen relativ spärlich. Der Kopf der Eiraupe ist im Verhältnis zum übrigen Körper recht groß, in den späteren Stadien relativ klein. Sie sind meist grün oder braun gefärbt. Die Streifung ist artlich, aber auch innerartlich von Raupenstadium zu Raupenstadium recht unterschiedlich.
Die meist gedrungene Puppe weist einige Anlagen auf der Puppenhülle auf, die aber nicht beim Falter verwirklicht sind. Die Augen sind z. B. auf der Puppenhülle nicht vorgezeichnet. Die Spitze der Fühlerscheide ist trotz Anlage von Segmenten auf der Puppenhülle leer. Es kommen Stürz- und Erdpuppen vor. Der Kremaster ist meist stumpf-kegelförmig mit wenigen Dornen oder auch ohne Dornen.

## Geographisches Vorkommen und Lebensraum
Die Gattung hat sich an trockene, feuchte und kalte Lebensräume angepasst. So sind die meisten Arten in Hochländern, Mittelgebirgen und Gebirgen oder in höheren Breitengraden anzutreffen. Viele Mohrenfalter findet man in den Alpen, den Rocky Mountains, in Zentralasien, in subarktischen oder arktischen Regionen in der gesamten Holarktis.

## Lebensweise
Die Arten der Gattung Erebia haben einen ein- oder auch zweijährigen Zyklus. Im letzteren Fall überwintert zunächst die Eiraupe im Ei, und dann die fast erwachsene Raupe (meist vorletztes Stadium). Das Wachstum der Raupen ist sehr langsam. Die Falter sind tagaktiv, und sie besuchen nektarreiche Blüten. Die Eier werden stets einzeln an die jeweiligen Nahrungspflanzen oder auch an Steine abgelegt. Die Raupen häuten sich drei- oder viermal, d. h., dass vier oder fünf Stadien gebildet werden. Sie ernähren sich meist polyphag von verschiedenen Arten von Binsengewächsen (Juncaceae), Sauergrasgewächsen (Cyperaceae) und Süßgräsern (Poaceae). Sie kommen abends aus ihren Verstecken, manche sind aber auch tagsüber aktiv. Die Verpuppung erfolgt am Boden oder in der Nähe des Bodens zwischen Pflanzenteilen.

## Taxonomie und Systematik
Die Gattung Erebia wurde von Johan Wilhelm Dalman 1816 aufgestellt. Als Typusart wählte er den Weißbindigen Mohrenfalter, beschrieben von Carl von Linné 1758 als Papilio ligea. In diese sehr große Gattung Papilio wurde bis dahin der große Teil der Edelfalter gestellt. Nur drei Jahre später trennte Jacob Hübner die neue Gattung in fünf weitere Gattungen auf. Durch die Beschreibung zahlreicher neuer Arten speziell in den Alpen im 19. und frühen 20. Jahrhundert gab es sehr viele Synonyme und Doppelbeschreibungen, ausgelöst unter anderem durch die hohe Variabilität vieler Mohrenfalter bedingt durch Höhenlage, Jahreszeit, Temperaturschwankungen etc. Durch molekularbiologische Studien wurde festgestellt, dass viele bisher als Unterarten geführte Varietäten tatsächlich unterschiedlich genug sind und so ihren Status als selbständige Arten bestätigen. Auch die Theorie, dass viele Arten Eiszeitrelikte sind, konnte durch Studien bestätigt werden. Inzwischen wird die Zahl der weltweit beschriebenen Arten mit etwa 80 bzw. mit 90 bis 100 angegeben.

### Arten (Auswahl)
- Graubindiger Mohrenfalter (Erebia aethiops (Esper, 1777))
- Gelbäugiger Mohrenfalter (Erebia alberganus (Prunner, 1798))
- Karawanken-Mohrenfalter (Erebia calcaria) (Lorković, 1953)
- Erebia cassioides (Reiner & Hochenwarth, 1792)
- Rätzers Mohrenfalter (Erebia christi Rätzer, 1890)
- Weißpunktierter Mohrenfalter (Erebia claudina (Borkhausen, 1789))
- Knochs Mohrenfalter (Erebia epiphron (Knoch, 1783))
- Ähnlicher Mohrenfalter (Erebia eriphyle (Freyer, 1836))
- Weißbindiger Bergwald-Mohrenfalter (Erebia euryale (Esper, 1805))
- Erebia flavofasciata (Heyne, 1895)
- Seidenglanz-Mohrenfalter (Erebia gorge (Hübner, 1804))
- Weißbindiger Mohrenfalter (Erebia ligea (Linnaeus, 1758))
- Gelbgefleckter Mohrenfalter (Erebia manto (Denis & Schiffermüller, 1775))
- Rundaugen-Mohrenfalter (Erebia medusa (Denis & Schiffermüller, 1775))
- Kleiner Mohrenfalter (Erebia melampus (Fuessly, 1775))
- Gelbbindiger Mohrenfalter (Erebia meolans (Prunner, 1798))
- Blindpunkt-Mohrenfalter (Erebia mnestra (Hübner, 1804))
- Erebia montana (Prunner, 1798)
- Erebia nivalis (Lorkovic & Lesse, 1954)
- Doppelaugenmohrenfalter (Erebia oeme (Hübner, 1804))
- Erebia ottomana Herrich-Schäffer, 1847
- Graubrauner Mohrenfalter (Erebia pandrose (Borkhausen, 1788))
- Unpunktierter Mohrenfalter (Erebia pharte (Hübner, 1804))
- Eismohrenfalter (Erebia pluto (Prunner, 1798))
- Wasser-Mohrenfalter (Erebia pronoe (Esper, 1780))
- Erebia stirius (Godart, 1824)
- Freyers Alpen-Mohrenfalter (Erebia styx (Freyer, 1834))
- Sudeten-Mohrenfalter (Erebia sudetica Staudinger, 1861)
- Alpen-Mohrenfalter (Erebia triaria (Prunner, 1798))
- Schillernder Mohrenfalter (Erebia tyndarus (Esper, 1781))